# 우리 민족의 나갈 길
《우리 민족의 나갈 길》(우리 民族의 나갈 길)는 대한민국의 대통령 박정희가 1962년에 출간한 저서이다.

## 개요
《우리 민족의 나갈 길》에서 저자인 박정희는 역사를 반성함과 동시에, 대한민국이 앞으로 나아가야 할 방향과 비전을 제시하고 있다.

### 한국 근대화의 과제
박정희는 한국 근대화의 과제로 다음과 같은 사항들을 제시하고 있다.
첫째, "반(半)봉건적이며 반(半)식민지적 잔재로부터 민족을 해방시켜야 한다." 박정희는 조선시대로부터 이어진 봉건주의의 잔재, 그리고 일제강점기로 인해 남은 식민주의의 잔재를 모두 없애고 민족이 자립해야 한다고 주장한다.

둘째, "가난으로부터 민족을 해방시켜 경제의 자립을 이루는 길"이다. 박정희는 가난한 한국의 현실을 개탄하며 다음과 같이 한국의 역사를 반성하고 있다.
우리 민족은 소규모의 농업 사회로서 항상 경제적 영세화에 시달려 왔고 가난은 고질화하여 탈피할 수 없는 것이라고 하는 생각이 굳어져 있다. 민간에서 민족자본의 형성을 보지 못하고 정치 브로커들이 난무하는 가운데 기형적인 관권 의존 경제의 폐해는 굳어져서 근대화를 방해해 왔다. 따라서 건전한 경제 관념이 육성되지 못하고 되도록 ‘일하지 않고 손에 흙을 묻히지 않는’다는 불로 소득을 추구하는 양반의 경제 관념이 무사 안일주의를 키워 게으른 민족성을 이룩했다.

저자는 "재건 의욕과 긍정적 인생관을 다시 찾게 하는 일"과 "개인을 자각한 사회적 인간을 형성하고 생산적인 인간, 노동하는 인간을 계몽, 육성하는 일"이 한국에 주어진 주요 과제라고 보았다.
셋째, "건전한 민주주의의 재건"
박정희는 한국의 초기 16년 간(이승만, 장면 시기) 민주주의 역사를 반성하면서 서구의 민주주의를 그대로 ‘직수입’하기만 하고 자기 민족사의 반성을 토대로 우리 생활 속에 뿌리 내리게 하지 못했다며 비판한다.
민주주의의 형태는 수입하더라도 그 뿌리까지 수입할 수는 없다. 이제 늦게나마 ‘민주주의의 한국화’라는 과제를 스스로 깨닫게 된 것이다. 민주주의는 방종과 같은 자유가 아니라 자율적인 자유이므로 민주주의에도 지도성이 도입되어야 한다.
한국 민주주의는 과거 반봉건적, 반식민지적 지도 세력(자유당, 민주당의 근간이 된 해방 귀족, 지방 토호, 양반 등)을 그대로 둔 채 운영하려고 한 데 실패의 원인이 있었다. 한국의 근대화를 위해서는 근대적인 새로운 지도 세력의 대두와 육성을 기초로 해야 할 것이다. 아래로부터는 농민 대중을 계몽, 육성하고, 위로부터는 새로운 지식인, 혁신적인 인텔리를 중심으로 한 민주주의적 지도 세력을 키우는 일이 필요할 것이다.

## 목차
- I. 인간개조의 민족적 과제
  - 1. 민족적 각성의 필요성
    - (1) 민족적 위기의 인식
    - (2) 민족애의 결핍
    - (3) 특권 특수의식의 지양
    - (4) 파당의식의 지양
    - (5) 민족적 자아 확립의 필요성
- 2. 민족사회의 재건
  -     - (1) 사회정의의 실현
    - (2) 사회적 경제적 평등
    - (3) 개인경제생활의 보장
    - (4) 개인의 인권과 자유
    - (5) 자치능력의 향상
    - (6) 봉사의식의 향상

- II. 우리 민족의 과거를 반성한다
  - 1. 李朝 건국이념의 형성
  - 2. 이조의 사회구조가 지닌 병리
  - 3. 이조의 전제적 토지제와 ‘양반’ 경제
  - 4. 이조 당쟁사의 반민주적 폐습
  - 5. 이조사회의 악(惡)유산들
    - (1) 사대주의: 자주정신의 결여
    - (2) 게으름과 불로소득관념
    - (3) 개척정신의 결여
    - (4) 기업심의 부족
    - (5) 악성적 이기주의
    - (6) 명예관념의 결여
    - (7) 건전한 비판정신의 결여

  - 6. 전승해야 할 유산들
    - (1) 지방자치의 발생: 향약과 계
    - (2) 국난 극복을 위한 애국전통: 이충무공과 의병운동, 동학농민운동 등
    - (3) 서민문학의 개화
    - (4) 퇴계와 실학사상

  - 7. 이조 망국사의 반성: 민중의 반란, 외래 식민문화의 망국사 반성
  - 8. 파멸에서 재건으로: 이조 망국, 6.25, 4.19, 5.16
  - 9. 한국의 근대화를 위하여: 우리나라 민족혁명의 과제

- III. 한민족의 수난의 역정
  - 1. 민족 수난의 역사
  - 2. 사대외교와 한.일수교의 민족사적인 비극
  - 3. 러시아의 남하정책과 한.미수교의 의의
  - 4. 국제적 승인하의 일본의 한국 침략
  - 5. 魔의 38선과 한국의 운명
  - 6. 한국동란과 UN 참전 16개국
  - 7. 신 미.일방위조약과 한국의 외교적 위치
  - 8. 한국 통일: 극동의 공산 침략과 북한집단

- IV. 제2공화국의 ‘카오스’
  - 1. 4.19혁명의 유산: 張정권의 흥망
  - 2. 病胎兒인 제2공화국
    - (1) 민주당의 계보와 성격: 한민당의 쌍생아, 자유.민주 양당
    - (2) 분당 난투극과 감투싸움
    - (3) ‘약체 내각’과 감투 분배
    - (4) 극도에 달한 사회적 혼란
    - (5) 지도력의 빈곤

  - 3. 장 정권의 붕괴

- V. 후진 민주주의와 한국혁명의 성격과 과제
  - 1. 현대 후진 민주국가의 위기
  - 2. 위기의 본질
  - 3. 혁명기에 있어서의 민주주의: 행정적 민주주의
  - 4. 행정개혁과 국민의 자치정신

- VI. 사회재건(국가)의 이념과 철학
  - 1. 평화와 자유: 인류의 희망
  - 2. 사회재건에 있어서 우리들의 기본적 가치관
  - 3. 국가질서
  - 4. 최대의 자유와 최소의 계획
  - 5. 소득의 균등과 경제의 공익화
  - 6. 영세농업의 탈피와 농촌 부흥의 길
  - 7. 협동적인 복지사회의 질서
  - 8. 민주적 이념과 문화와 교육의 새로운 질서